# Маттия
Ма́ттия — деревня в Котельском сельском поселении Кингисеппского района Ленинградской области.

## История
Впервые упоминается в Писцовой книге Водской пятины 1500 года как деревня Матея в Никольском Толдожском погосте в Чюди Ямского уезда.
Затем как деревня Mattia by в Толдожском погосте в шведских «Писцовых книгах Ижорской земли» 1618—1623 годов.
На карте Ингерманландии А. И. Бергенгейма, составленной по шведским материалам 1676 года, она обозначена как деревня Mallekyla.
На шведской «Генеральной карте провинции Ингерманландии» 1704 года — как Mattekÿla.
Как деревня Манья она упомянута на карте Ингерманландии А. Ростовцева 1727 года.
На карте Санкт-Петербургской губернии Ф. Ф. Шуберта 1834 года обозначена как деревня Матти.

МАТТИ — деревня принадлежит полковнику барону Притвицу, число жителей по ревизии: 50 м. п., 53 ж. п. (1838 год)

На этнографической карте Санкт-Петербургской губернии П. И. Кёппена 1849 года она обозначена как деревня «Matti», расположенная в ареале расселения води. В пояснительном тексте к этнографической карте она записана как деревня Matti (Матия) и указано количество её жителей на 1848 год: води — 43 м. п., 47 ж. п., всего 90 человек.
Согласно карте профессора С. С. Куторги 1852 года деревня назвалась Матти.

МАТТА — деревня генерал-лейтенанта барона Притвица, 10 вёрст по почтовой дороге, а остальное по просёлкам, число дворов — 13, число душ — 42 м. п. (1856 год)

МАТТИЯ — деревня, число жителей по X-ой ревизии 1857 года: 54 м. п., 49 ж. п., всего 103 чел.

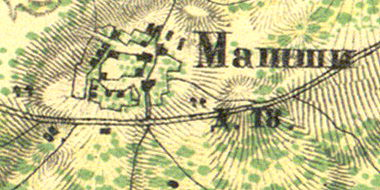
Деревня Маттия на карте 1860 года

Согласно «Топографической карте частей Санкт-Петербургской и Выборгской губерний» в 1860 году деревня называлась Матти и насчитывала 18 дворов.

МАТТИ — деревня владельческая при колодцах, число дворов — 16, число жителей: 58 м. п., 47 ж. п. (1862 год)

МАТТИЯ — деревня, по земской переписи 1882 года: семей — 22, в них 70 м. п., 66 ж. п., всего 136 чел.

МАТТИЯ — деревня, число хозяйств по земской переписи 1899 года — 26, число жителей: 71 м. п., 73 ж. п., всего 144 чел.;
 разряд крестьян: бывшие владельческие; народность: финская — 98 чел., смешанная — 46 чел.

В конце XIX — начале XX века деревня административно относилась к Котельской волости 2-го стана Ямбургского уезда Санкт-Петербургской губернии. Население деревни было смешанным — водско-русским.
С 1917 по 1927 год деревня Маттия входила в состав Корветинского сельсовета Котельской волости Кингисеппского уезда.
Согласно данным переписи населения СССР 1926 года в деревне Маттия проживали 102 человека, все русские.
С 1927 года в составе Котельского района.
С 1931 года в составе Кингисеппского района.
По данным 1933 года деревня называлась Матье и входила в состав Корветинского сельсовета Кингисеппского района.

План деревни Маттия. 1938 год

Согласно топографической карте 1938 года деревня называлась Матия и насчитывала 37 дворов. В центре деревни находилась часовня.
В 1939 году население деревни Маттия составляло 120 человек.
Деревня была освобождена от немецко-фашистских оккупантов 31 января 1944 года.
С 1954 года в составе Великинского сельсовета.
В 1958 году население деревни Маттия составляло 65 человек.
По данным 1966 года посёлок Маттия находился в составе Великинского сельсовета.
По данным 1973 года в составе Великинского сельсовета находилась деревня Маттия.
По данным 1990 года деревня Маттия находилась в составе Котельского сельсовета.
В 1997 году в деревне Маттия проживали 30 человек, в 2002 году — 21 человек (все русские), в 2007 году — 16.

## География
Деревня расположена в северо-восточной части района на автодороге А180 (E 20) (Санкт-Петербург — Ивангород — граница с Эстонией) «Нарва».
Расстояние до административного центра поселения — 10 км.
Расстояние до ближайшей железнодорожной платформы Кямиши — 3,5 км.

## Экология
Постановлением Правительства Российской Федерации от 08.10.2015 № 1074 деревня Маттия включена в перечень населённых пунктов, находящихся в границах зон радиоактивного загрязнения вследствие катастрофы на Чернобыльской АЭС и отнесена к зоне проживания со льготным социально-экономическим статусом.

## Демография
| 1862 | 2007 | 2010 | 2017 |
| ---- | ---- | ---- | ---- |
| 105  | ↘16  | ↘15  | ↗18  |

### Национальный состав
Согласно данным Всероссийской переписи населения 2021 года в деревне проживали 29 человек, из них:
 русские — 28, азербайджанцы — 1 человек.

## Иллюстрации

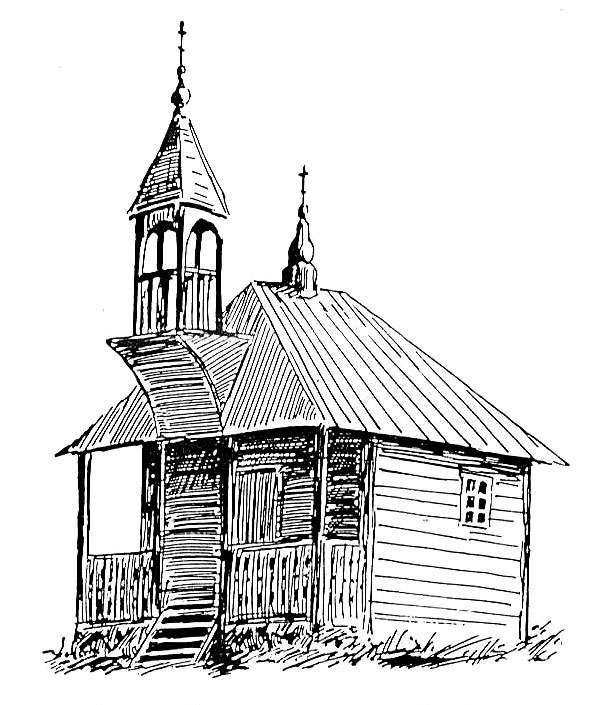
Православная часовня в деревне Маттия. 1911 год
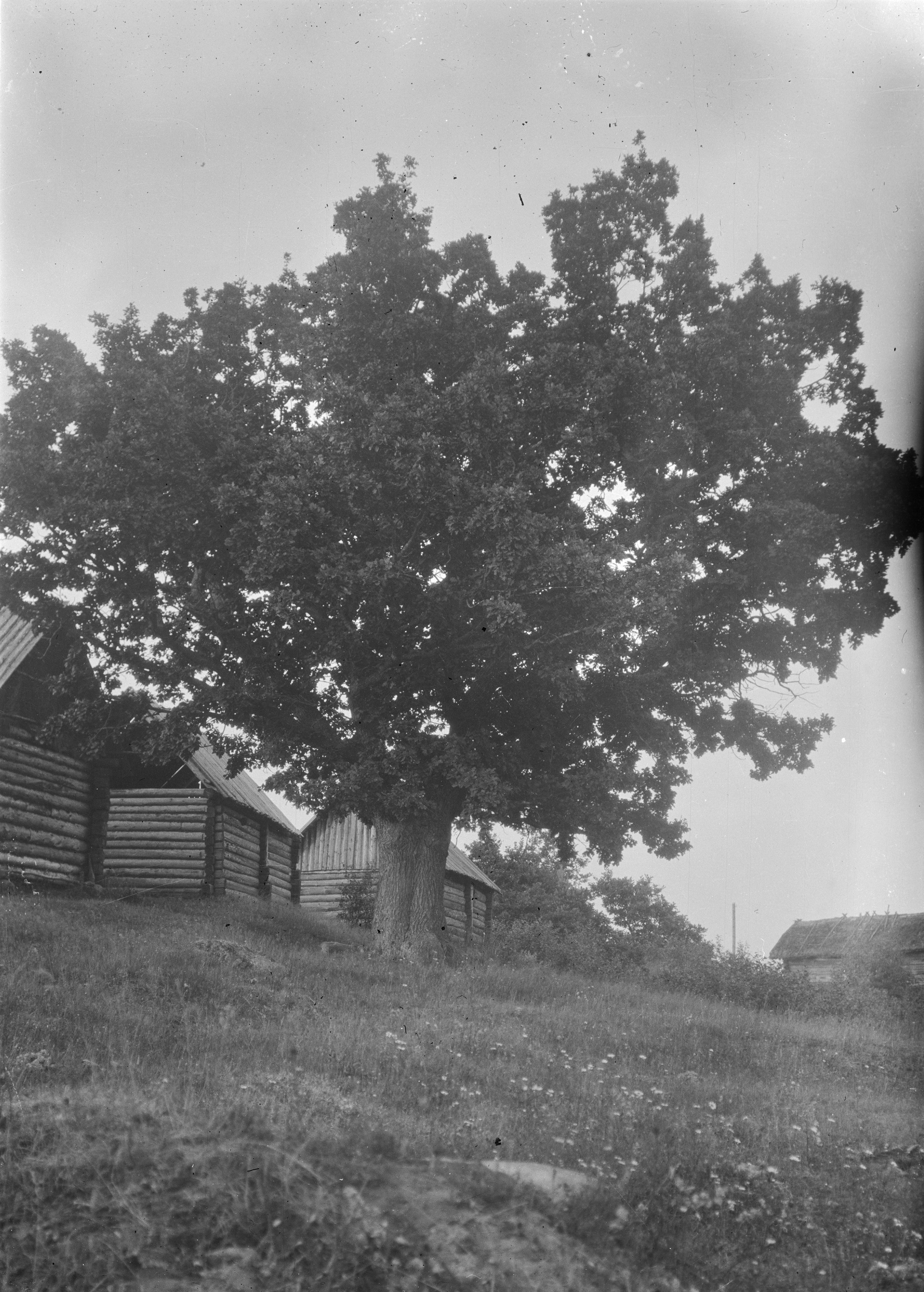
Большой дуб в деревне Маттия. 1914 год